# Melaleuca ulicoides
Melaleuca ulicoides är en myrtenväxtart som beskrevs av Lyndley Alan Craven och Lepschi. Melaleuca ulicoides ingår i släktet Melaleuca och familjen myrtenväxter. Inga underarter finns listade i Catalogue of Life.